# Rustem Adagamov
Rustem Rinatovič Adagamov (rusky Рустем Ринатович Адагамов, 8. listopadu 1961, Kazaň, Tatarstán) je ruský novinářský fotograf a profesionální bloger známý pod přezdívkou Drugoj. Podle statistik má jeho blog více než 60 000 čtenářů, ale podle vyjádření Adagamova je však čtenářů několikrát více. Pracuje jako fotografický redaktor rusko-americké společnosti < SUP >, která ovládá a spravuje blogovou platformu Живо́й Журна́л, ЖЖ (anglicky LiveJournal, LJ). V jeho kompetenci je zodpovědnost za fotografie, které se objeví v blozích LJ.

## Život a dílo
V roce 1996 se zúčastnili soutěže grafiků v Brně, kde o jeho práce projevil zájem švédský podnikatel, který podnikal v Norsku. Přistoupil na jejich návrh, odcestoval do norského města Tromsø, kde žil až do poloviny desátých let 21. století a pracoval tam v reklamní agentuře. Má dvojí občanství – ruské a norské.

## Galerie

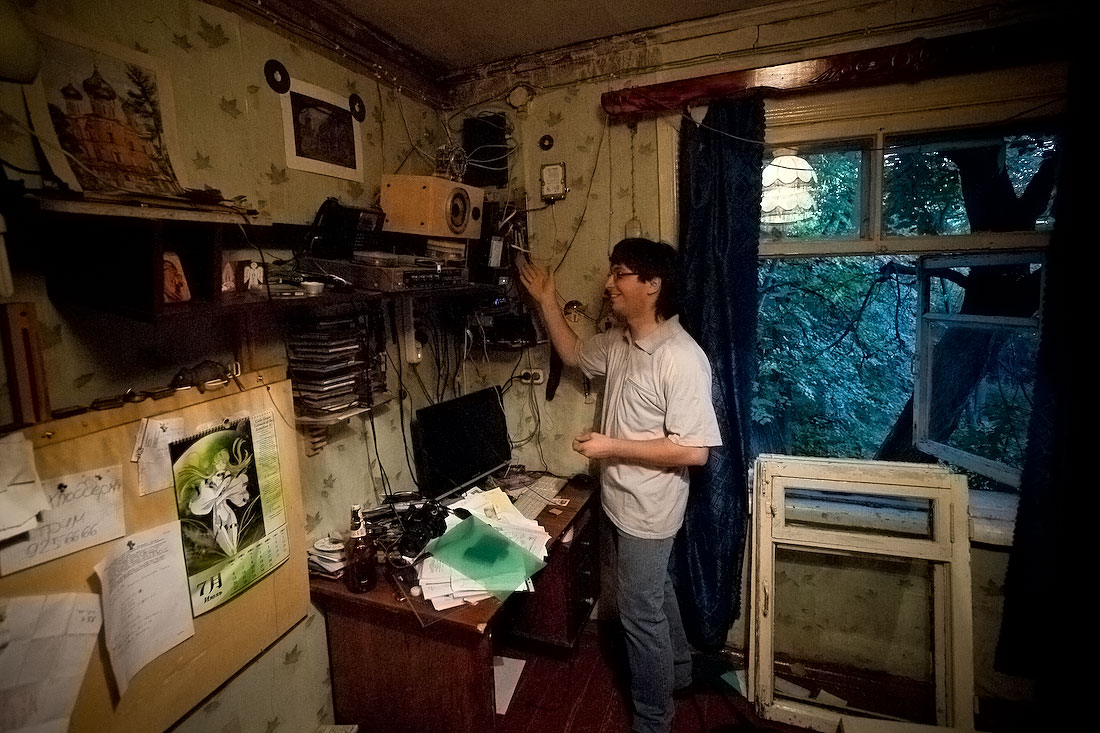
Dača Muromceva, (1965 – 2010), Pátá radiální ul., č.p. 3, Moskva
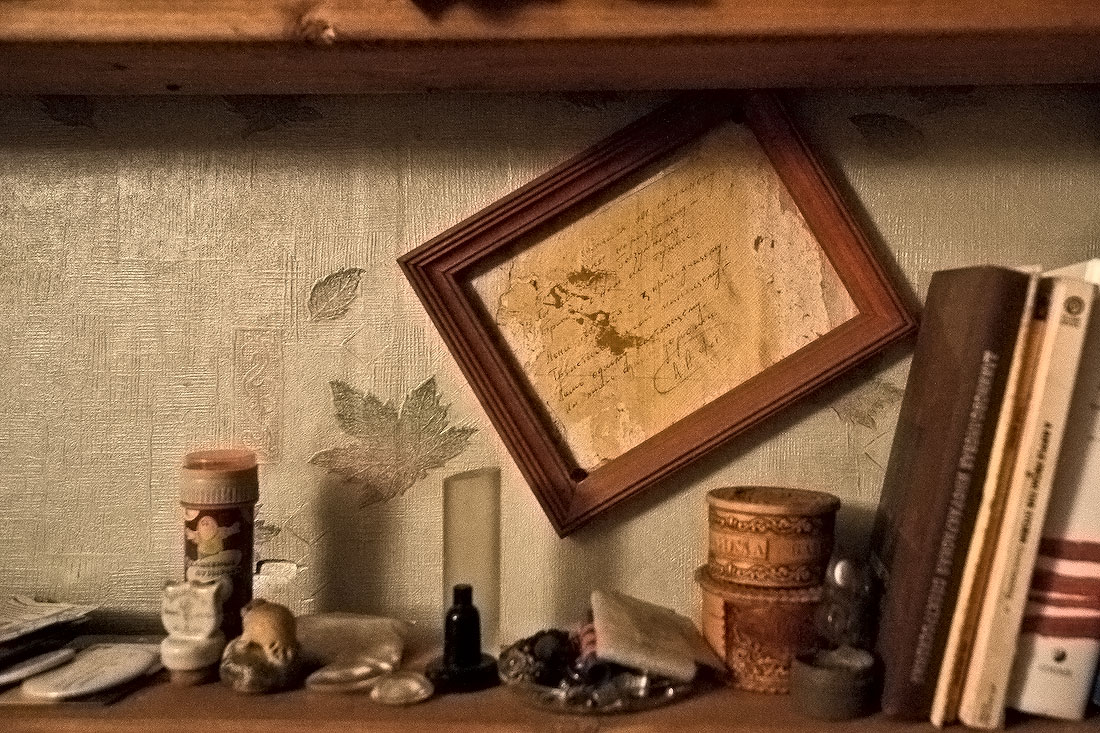
Dača Muromceva
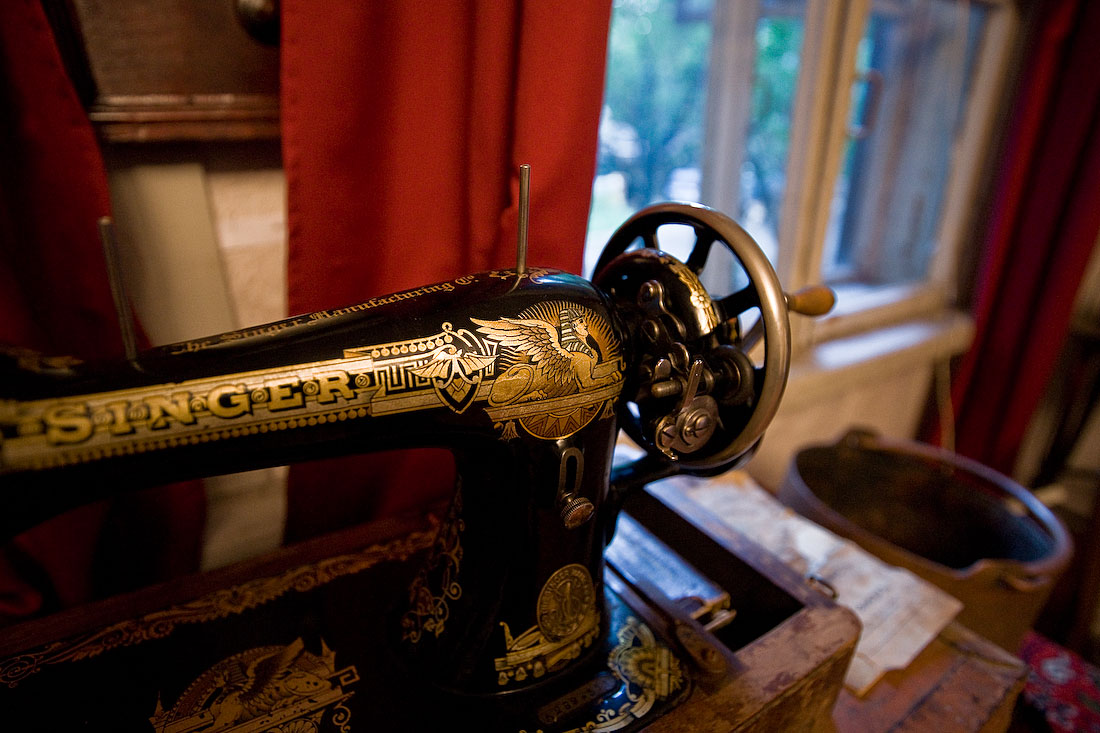
Dača Muromceva
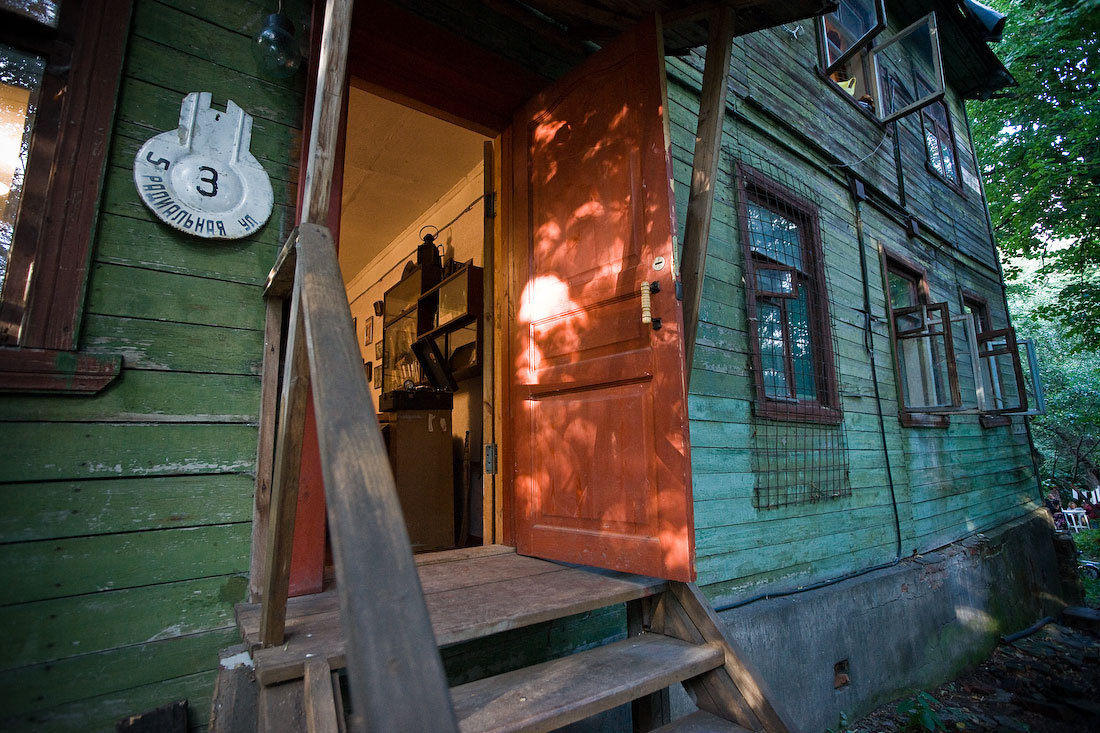
Dača Muromceva
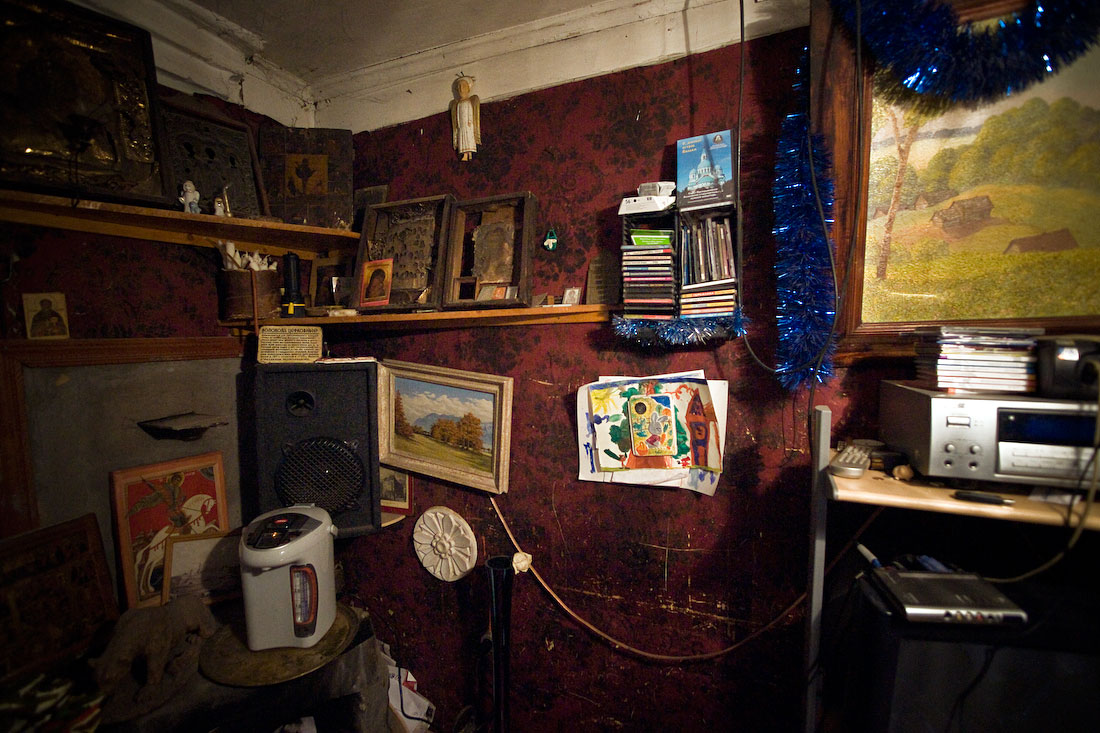
Dača Muromceva
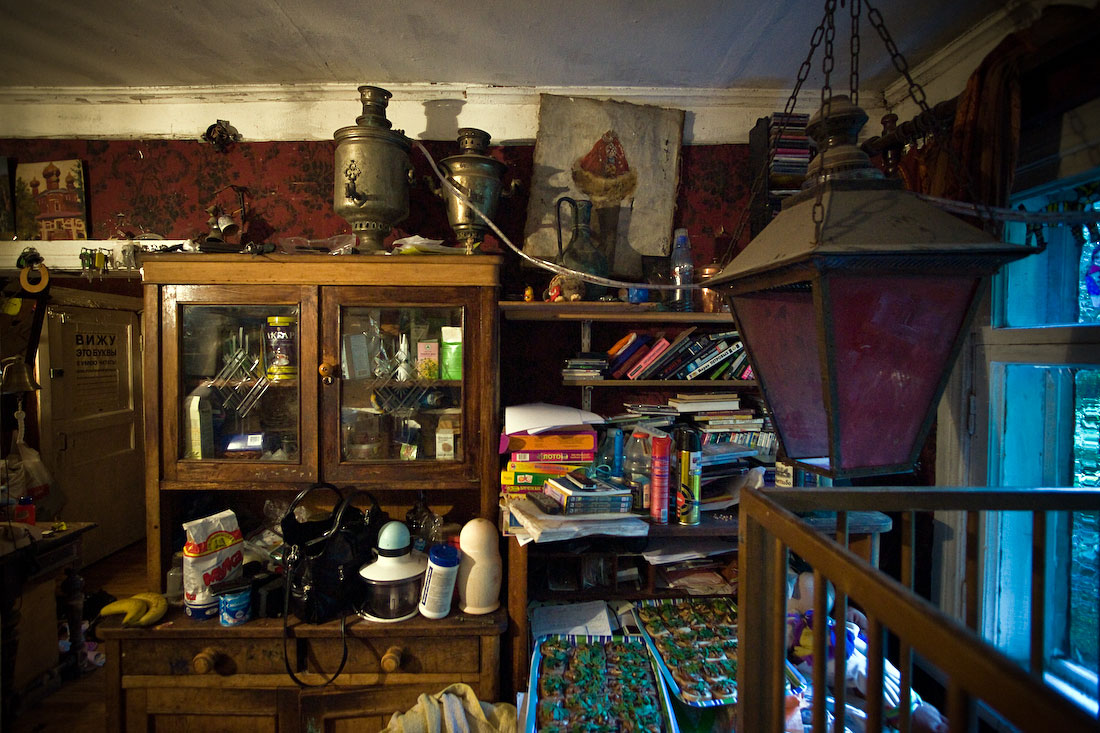
Dača Muromceva